# At Home with Screamin' Jay Hawkins
At Home with Screamin' Jay Hawkins è un album di Screamin' Jay Hawkins, pubblicato nel 1958.
All'interno è presente la canzone che rese celebre l'artista, I Put a Spell on You.

## Storia
Dopo aver lavorato come pianista per Tiny Grimes, esordisce con il suo primo lavoro. È un insieme di canzoni rock n' roll e soul. La particolarità di questo album sta nella tonalità vocale, macabra e ruggente. Proprio per questo è accreditato come un precursore del genere shock rock.
A partire dalla copertina, si notano elementi che saranno tipici del suo personaggio: medaglioni, vestiti esotici e bizzarrie.
Vi sono alcune edizioni in cui il titolo del disco è stato modificato semplicemente come Screamin' Jay Hawkins.

## Tracce
1. Orange Colored Sky
2. Hong Kong
3. Temptation
4. I Love Paris
5. I Put a Spell on You
6. Swing Low, Sweet Chariot
7. Yellow Coat
8. Ol' Man River
9. If You Are But a Dream
10. Give Me My Boots and Saddle
11. Deep Purple
12. You Made Me Love You